# Paris–Nizza

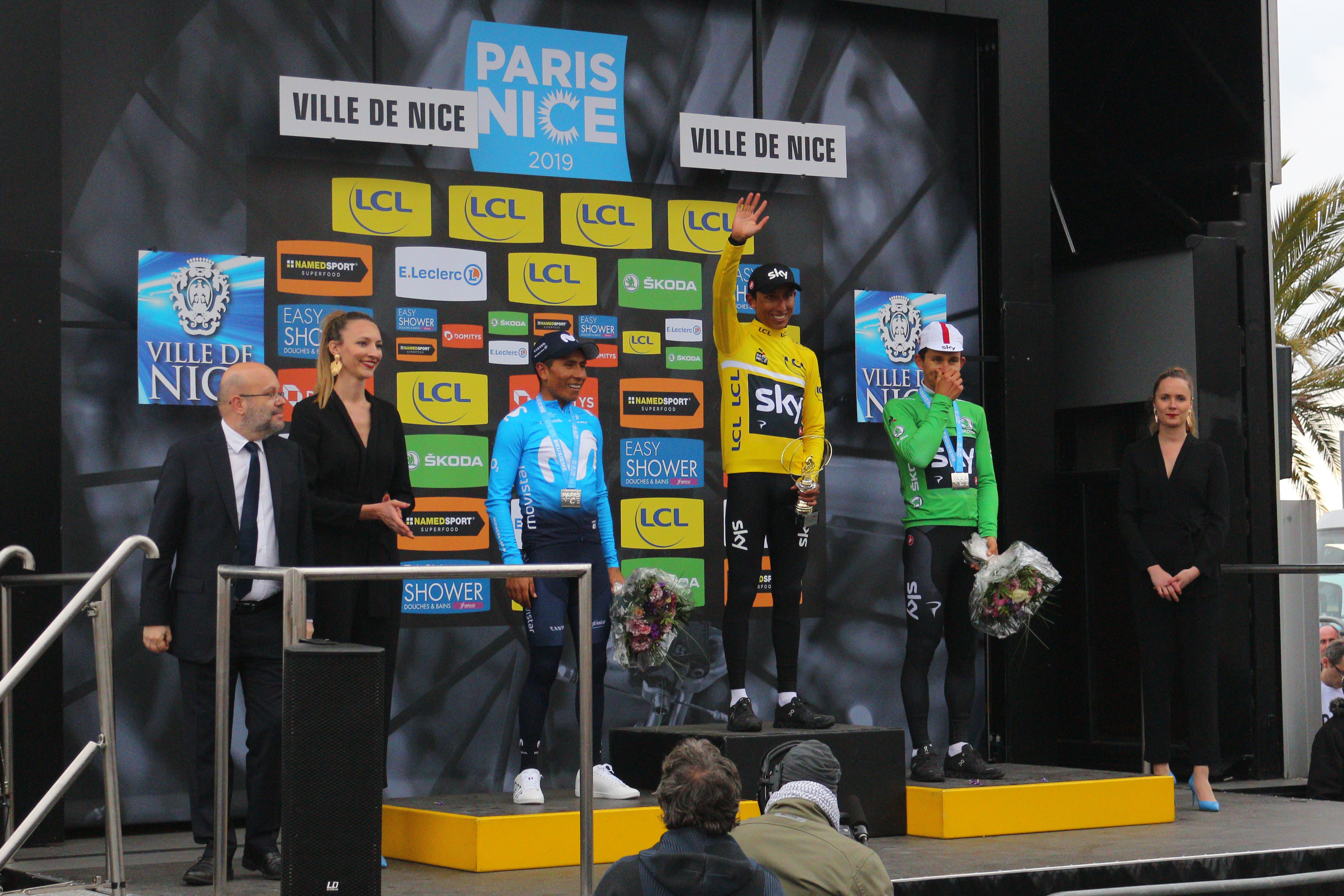
Podium Paris–Nizza 2019 (v. l. n. r. Nairo Quintana, Egan Bernal, Michał Kwiatkowski)

Die Fernfahrt Paris–Nizza, auch Rennen zur Sonne genannt, gilt als das erste wichtige Etappenrennen der Straßenradsport-Saison und findet traditionell Anfang März statt. Die Erstaustragung im Jahr 1933 geht auf Albert Lejeune, den Direktor der Zeitschriften „Le Petit Journal“ und „Le Petit Niçois“ zurück. Heute wird das Rennen von der Amaury Sport Organisation veranstaltet, die auch die Tour de France organisiert. Seit 2011 gehört das französische Rennen zur UCI WorldTour.
Inzwischen findet der Start nicht mehr in Paris, sondern im Pariser Umland statt. Das Profil des Etappenrennens ist für den frühen Zeitpunkt in der Saison als relativ schwer zu bezeichnen, da mehrere Bergetappen mit Anstiegen der ersten Kategorie auf dem Programm stehen. Die letzte Etappe wurde oft als Bergzeitfahren auf den Col d’Èze ausgetragen, ehe sie heutzutage nach einer anspruchsvollen Etappe um Nizza auf der Promenade des Anglais endet. Im Jahr 1959 fand die Fernfahrt unter dem Namen Paris–Nizza–Rom statt und endete nach elf Etappen in der italienischen Hauptstadt.
In Analogie zur Tour de France wird der Führende der Gesamtwertung mit dem Gelben Trikot (maillot jaune), der Führende der Punktewertung mit dem Grünen Trikot (maillot vert) und der Führende der Bergwertung mit dem Gepunkteten Trikot (maillot à pois) ausgezeichnet. Der beste Nachwuchsfahrer darf das Weiße Trikot (maillot blanc) tragen. Mit sieben Siegen in Folge in den 1980er Jahren ist der Ire Sean Kelly Rekordsieger von Paris–Nizza.
Parallel zu Paris–Nizza findet in Italien die Fernfahrt Tirreno–Adriatico statt, die ebenfalls Teil der UCI WorldTour ist.

## Geschichte

### 1933–1939

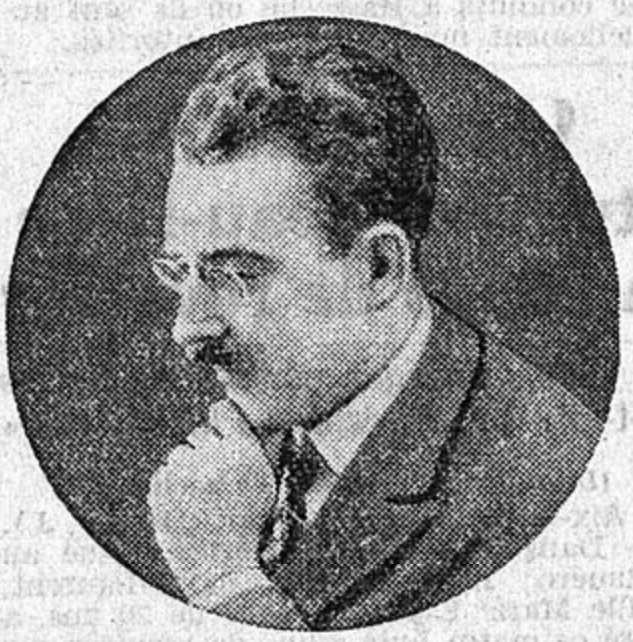
Albert Lejeune

Die Idee der Fernfahrt geht auf Albert Lejeune, den Eigentümer der Zeitschriften Le Petit Journal und Le Petit Niçois, zurück. Im Bestreben, die Sitze der beiden Zeitschriften in Paris und Nizza zu verbinden, trug er im Jahr 1933 erstmals ein Etappenrennen zwischen den beiden Städten aus. Die Fernfahrt fand im Rahmen von sechs Tagen statt und stellte somit eine alternative zu den Sechstagerennen auf der Bahn dar, die sich damals großer Attraktivität erfreuten, jedoch dem Veranstalter mehr Gewinn einbrachten als den Zeitschriften, die die Berichterstattung übernahmen. In Anlehnung an die Rennen auf der Bahn fand das Rennen unter dem Namen Six Jours de la Route (Sechs Tage der Straße) statt. Die Erstaustragung wurde am 14. März vor dem Café Rozes auf dem Place d’Italie in Paris gestartet, ehe es über die Städte Dijon, Lyon, Avignon, Marseille und Cannes nach Nizza ging. Im Kampf um das Blau-goldene Trikot des Gesamtsieger, das das Meer und die Sonne Nizzas repräsentierte, setzte sich der Belgier Alfons Schepers durch, der wenige Wochen später auch die Flandern-Rundfahrt gewann. Mit rund 130 Fahrern, die als Einzelstarter oder für Markenteams an den Start gingen, hatte sich das Rennen bereits damals im Radsportkalender etabliert.
Nur ein Jahr nach der Erstaustragung wechselte die Fernfahrt ihr Format und fand nun an fünf anstelle der ursprünglichen sechs Tage statt. Dafür wurde erstmals eine sogenannte „Demi-Etappe“ abgehalten, bei der man eine Etappe in zwei Abschnitte teilte, die unabhängig voneinander gewertet wurden. Dieses Konzept übernahmen in den Folgejahren auch die großen Rundfahrten wie der Tour de France und der Giro d’Italia. Die Streckenführung änderte sich nur geringfügig und orientierte sich weiterhin an den Ufern der Loire und Rhone, während die größtenteils verschneiten Alpen gemieden wurde. Mit Gaston Rebry war erneut ein Belgier erfolgreich. Im Jahr 1935 beendete Albert Lejeune die Zusammenarbeit mit der Zeitschrift Lyon Républicain und verlegte den Streckenverlauf über Saint-Étienne. Zwischen den Städten Marseille und Toulon wurde das erste Einzelzeitfahren der Fernfahrt abgehalten. Es fand auf dem ersten Abschnitt der fünften und vorletzten Etappe statt und führte über eine Distanz von 78 Kilometer. Eine weitere Erneuerung waren die Zeitbonifikationen, die für die ersten Fahrer an gewissen Anstiegen vergeben wurden. Mit René Vietto sicherte sich erstmals ein französischer Fahrer den Gesamtsieg. Ab dem Jahr 1936 wurden auch bei den Zielankünften Zeitbonifikationen vergeben. Die Fernfahrt fand nun erstmals im Rahmen von sieben Tagen statt, ehe die Etappenanzahl bis ins Jahr 1939 jährlich um einen Abschnitt abnahm und somit nur noch über vier Tage führte. Dem Franzosen Maurice Archambaud gelang es als erstes, die Fernfahrt zweimal zugewinnen (1936, 1939), dazwischen waren Roger Lapébie (1937) und Jules Lowie (1938) erfolgreich. Neben der Gesamtwertung wurde im Jahr 1938 erstmals eine Punktewertung ausgetragen.

### 1946
Aufgrund des Zweiten Weltkriegs konnte die Fernfahrt in den Jahren 1940–1945 nicht abgehalten werden. Im Jahr 1946 fand schließlich die 8. Austragung des Rennens statt, das nun von der Zeitschrift Ce Soir organisiert wurde. Mit dem neuen Veranstalter wechselte auch die Farbe des Führungstrikots, das nun in Grün gehalten war. Obwohl die Veranstaltung als großer Erfolg galt, entschloss sich Ce Soir keine weitere Fernfahrt abzuhalten und sich stattdessen dem Wiederaufbau Frankreichs zu widmen. In den Jahren 1947 bis 1950 fanden somit keine weiteren Austragungen statt. Sieger der 8. Austragung war mit Fermo Camellini erstmals ein Italiener.

### 1951–1982
Auf Wunsch des damaligen Bürgermeisters von Nizza, Jean Médecin, kam es im Jahr 1951 zu einer Neuauflage der Fernfahrt, die unter dem Namen „Paris – Côte d’Azur“ gestartet wurde. Ziel der Veranstaltung war es, die Region der Côte d’Azur bekannter zu machen und den Radsportlern eine Vorbereitung auf die Frühjahresklassiker anzubieten. Mit Jean Leulliot wurde der Chefredakteur der Wochenzeitschrift Route et Piste zum Renndirektor ernannt, der die Entwicklung der Fernfahrt und des Straßenradsports bedeutend prägen sollte. Jean Leulliot war jedoch nicht unumstritten, da er als Leiter der Sportredaktion der Zeitschrift La France socialiste mit den deutschen Besatzern kollaboriert und im Jahr 1942 mit dem Circuit de France eine Gegenveranstaltung zur abgesagten Tour de France abgehalten hatte. Das Führungstrikot wechselte erneut seine Farbe und war nun Gelb mit orangen Rändern. Die Anzahl der Etappen wechselte nun mit jeder Ausgabe und schwankte zwischen sechs und vier Abschnitten. Nennenswerte Veränderungen in den ersten Jahren der Neuaustragung waren die kurzzeitige Einführung einer Bergwertung (1951) und das Startrecht einer Amateur-Mannschaft, die unter dem Namen „Route de France“ fuhr (beides 1952). Die ersten Sieger der Neuauflage waren der Belgier Roger Decock (1951) sowie die Franzosen Louison Bobet (1952) und Jean-Pierre Munch (1953).
Im Jahr 1954 wurde die Fernfahrt erstmals unter ihrem heutigen Namen Paris–Nizza ausgetragen. Nur ein Jahr später wurde mit den Amis de Route et Piste ein neuer Veranstalter präsentiert, der das weiße Führungstrikot einführte. Im Jahr 1956 übernahm Jean Leulliot die Organisation schließlich in Eigenregie und schloss Einzelstarter von der Teilnahme bei Paris-Nizza aus. Im Rahmen eines Einzelzeitfahrens fand auf dem Mont-d’Or bei Manosque die erste kleine Bergankunft des Rennens statt. Neben Raymond Impanis (1954), Jean Bobet (1955) und Fred De Bruyne (1956, 1958) gewann Jacques Anquetil im Jahr 1957 zum ersten Mals die Fernfahrt.
Mit Paris–Nizza–Rom fand im Jahr 1959 die wohl unkonventionellste Austragung des Etappenrennens statt. Es ging über elf Etappen, wobei Nizza nach dem sechsten Tagesabschnitt erreicht wurde. Im Rahmen des Rennens wurden drei unterschiedliche Gesamtwertungen abgehalten, die sich aus den Zeiten Paris–Nizza, Menton–Rom und der Gesamtdistanz zusammensetzten. Als offizieller Sieger der Austragung gilt der Franzose Jean Graczyk, wobei sich sein Landsmann Gerard Saint die Wertung zwischen Menton und Rom sicherte. Von den 96 Startern erreichten nur 46 das Ziel in Rom, wo sie anschließend zu einer Audienz beim Papst geladen wurden. Die Verlängerung der Fernfahrt wurde sowohl von der Öffentlichkeit als auch von den Fahrern negativ aufgenommen, wobei bei Letzteren vor allem die 254 Kilometer lange Schlussetappe von Siena nach Rom für Unmut sorgte. Nach dem Abschluss der Fernfahrt äußerte sich der Weltradsport-Verband (UCI) zu der Streckenänderung und versicherte, dass das Etappenrennen im Folgejahr zu seinem ursprünglichen Zielort Nizza zurückkehren würde. Mit der Austragung 1959 wurde die Fernfahrt ein Teil der neu geschaffenen Super-Prestige-Pernod-Wertung, die eine Serie der wichtigsten Straßenradrennen darstellte.
Nach dem Misserfolg von Paris–Nizza–Rom kehrte die Fernfahrt im Jahr 1960 zu ihren Wurzeln zurück, wobei auch in den nachfolgenden Jahren zahlreiche Erneuerungen stattfanden. So behielt die Organisation die höhere Etappenanzahl bei und führte vermehrt „Demi-Etappen“ durch. Neben den Einzelzeitfahren wurde erstmals ein Mannschaftszeitfahren ausgetragen, das über 82 Kilometer von Gien nach Bourges führte. Als Ausgangspunkt der Fernfahrt dienten vermehrt die Vororte von Paris, wobei in erster Linie Montgeron, Fontainebleau, Melun und Athis-Mons als Startorte dienten. Zwischenzeitlich wurde auch die Bergwertung wieder ausgetragen und sowohl Raymond Impanis (1960) als auch Jacques Anquetil (1961) feierten ihren zweiten Gesamtsieg. Mit dem Belgier Jef Planckaert gewann im Jahr 1962 ein weiterer Belgier. Im Jahr 1963 machte die Fernfahrt ihren ersten Abstecher auf Korsika und kehrte in den Jahren 1964 und 1966 auf die Mittelmeerinsel zurück. Besonders die Austragung des Jahres 1966 ging in die Geschichte ein und steht für den Kampf zwischen den beiden französischen Rad-Ikonen Raymond Poulidor und Jacques Anquetil. Poulidor hatte seinen Rivalen erstmals im Zeitfahren auf Korsika bezwungen und alle Angriffe auf den Pässen der Insel abfangen können, doch auf der letzten Etappe wurde er von Jacques Anquetil im Anstieg nach Tourrettes-sur-Loup distanziert. Die letzte Etappe sorgte für große Aufregung unter den Anhängern der beiden Fahrer und zeigte die tiefe Spaltung der beiden Gruppen. Jaques Anquetil, der auch die Austragungen der Jahre 1957, 1961, 1963 und 1965 für sich entschieden hatte, war nun mit seinem fünften und letzten Gesamtsieg bei Paris–Nizza der unumstrittene Rekordhalter der Fernfahrt. Einzig der Holländer Jan Jansen hatte die Dominanz des Franzosen im Jahr 1964 kurzzeitig brechen können.
Im Jahr 1967 verteidigte Tom Simpson das Führungstrikot im neu geschaffenen Abschlusszeitfahren, das über 28 Kilometer von Antibes nach Nizza führte, und gewann die Fernfahrt als erster Brite. Nur ein Jahr später setzte sich Rolf Wolfshohl als erster Deutscher durch, wobei die 26. Austragung gleich mehrere Erneuerungen brachte. Neben dem Abschlusszeitfahren wurde nun auch die erste Etappe im Rahmen eines Einzelzeitfahrens ausgetragen, das über gerade einmal vier Kilometer führte und als Prolog bezeichnet wurde. Weiters wurde auf der Abfahrt des Mont Faron der schnellste Abfahrer (Meilleur Descendeur) ermittelt. Die Wertung, die von einem Ski-Hersteller gesponsert wurde, sollte jedoch nur einmal ausgetragen werden. Im Jahr 1969 wurde die Strecke des Abschlusszeitfahrens verlegt und führte nun von Nizza über 9,5 Kilometer auf den Col d’Eze (507 m), der die Fernfahrt über die nächsten Jahrzehnte prägen sollte. Der erste siegreiche Fahrer auf dem Col d’Eze war der Belgier Eddy Merckx, der sich zugleich seinen ersten Gesamtsiegen bei Paris–Nizza sicherte.
Im Jahr 1970 trat der fünf-fache Paris–Nizza- und Tour-de-France-Sieger Jaques Anquetil der Organisation der Fernfahrt bei, ehe er 1972 zum Renndirektor wurde. Nach zwei weiteren Gesamtsiegen von Eddy Merckx (1970, 1971) triumphierte im Jahr 1972 erstmals Raymond Poulidor. Im Abschlusszeitfahren auf den Col d’Eze übernahm der Franzose die Gesamtführung von Eddy Merckx und sicherte sich den Gesamtsieg mit einem Vorsprung von nur sechs Sekunden. Nach einem weiteren Erfolg Poulidors im Jahr 1973 triumphierte der Niederländer Joop Zoetemelk in den Jahren 1974 und 1975. Neben dem Prolog, der in den unterschiedlichsten Formen ausgetragen worden war, und dem Abschlusszeitfahren auf den Col d’Eze, fand bei beiden Austragungen ein Bergzeitfahren auf den Mont Faron statt. Weiters führte Paris–Nizza im Jahr 1975 erstmals im Schatten des Mont Ventoux über das Chalet Reynard (1417 m). Die Wertigkeit des Anstieges erhöhte sich bei der anschließenden Austragung, als die Zeitbonifikationen bei den Zielankünften gestrichen und einzig am Chalet Reynard vergeben wurden. Trotz der Sonderstellung der Steigung, wurde sie im Folgejahr aus dem Programm genommen und sollte erst 1981 zurückkehren. Als auch der Mont Faron nicht mehr befahren wurde, stellte das Einzelzeitfahren auf den Col d’Eze die einzige größere Schwierigkeit der Fernfahrt dar. Zu den siegreichen Fahrern jener Zeit zählten Michel Laurent (1976), Freddy Maertens (1977), Gerrie Knetemann (1978), Gilbert Duclos-Lassalle (1980) und Stephen Roche (1981). Joop Zoetemelk konnte nach seinen ersten beiden Erfolgen auch die Gesamtwertung des Jahres 1979 gewinnen.
Im Jahr 1982 verstarb Jean Leulliot wenige Wochen vor der 40. Austragung von Paris–Nizza. Seine letzte große Neuerung war die Einführung der Nachwuchswertung im Jahr 1979. Unter Jean Leulliot hatte sich Paris–Nizza zu einem der wichtigsten Etappenrennen entwickelt und zählte mit Ausnahme der Jahre 1958, 1961 und 1962 zur Super Prestige Pernod-Wertung.

### 1982–2001
Nach dem Tod von Jean Leulliot übernahm seine Tochter Josette Leulliot die Organisation von Paris–Nizza. Die 40. Austragung wurde in Partnerschaft mit der Zeitschrift France Soir veranstaltet und startete mit einem Prolog im belgischen Luingne unweit von Lille, ehe das Etappenrennen im 250 Kilometer weit entfernten Châlons-sur-Marne fortgesetzt wurde. Der Gesamtsieg ging an den Iren Sean Kelly, der auch die anschließenden sechs Austragungen gewann und mit sieben Gesamtsiegen den Rekord von Jacques Anquetil einstellte. In den 80er Jahren nahm die Organisation vermehrt Anstiege in die Streckenführung auf, um das Rennen selektiver zu gestalten. Neben dem Abschlusszeitfahren auf den Col d’Eze kehrten auch die Anstiege zum Chalet Reynard (1984, 1986 und 1987) und auf den Mont Faron (ab 1987) zurück. Im Jahr 1985 führte Paris–Nizza erstmals in den Jura.
Im Jahr 1987 verstarb mit Jacques Anquetil der langjährige Renndirektor. Die Austragung des Jahres 1988 musste aufgrund einer Anordnung der UCI auf sechs Tage verkürzt werden, was die Organisatoren dazu veranlasste, die ersten zwei Etappen unter dem Namen „Challenge de Paris-Nice“ auszutragen. Die Zeiten der ersten beiden Abschnitte floss nicht in die Gesamtwertung der eigentlichen Fernfahrt ein und dienten lediglich der Vergabe des ersten Führungstrikots. Nur ein Jahr später kehrte Paris–Nizza zu seinem Format von acht Etappen (erste Etappe als Prolog) zurück. Mit Miguel Indurain gewann nach Sean Kelly erstmals ein Spanier die Gesamtwertung, ehe er im Jahr 1990 seinen zweiten Gesamtsieg feierte. Für den ersten Schweizer Erfolg sorgte Tony Rominger im Jahr 1991. Im Jahr 1992 fand die vorerst letzte Bergankunft auf dem Mont Faron statt, die seit dem Jahr 1987 genutzt worden war. Anstelle des Hausbergs von Toulon führte die Fernfahrt nun auf den Col du Grand Duc (461 m), der in der Gemeinde Mandelieu-la-Napoule liegt.
Im Rahmen der 52. Austragung führte die Fernfahrt im Jahr 1994 erstmals in die nördlicheren Alpen und hielt eine Bergankunft in Vaujany (1250 m) ab. Nach Jean-Francois Bernard (1992) und Alex Zülle (1993) gewann Tony Rominger die Fernfahrt zum zweiten Mal. Mit dem Jahr 1995 verlegte Paris–Nizza den Schwerpunkt der Fernfahrt in Richtung Norden. Während die Strecke in den vorangegangenen Austragungen auf dem schnellstmöglichen Weg zum Mittelmeer geführt hatte, wurden nun vermehrt Etappen in Zentralfrankreich abgehalten. Weiters wurde das Abschlusszeitfahren auf den Col d’Eze im Jahr 1996 aus dem Programm genommen und stattdessen ein flaches Zeitfahren von Antibes nach Nizza abgehalten. Der Franzose Laurent Jalabert setzte sich trotz der Streckenänderungen in den Jahren 1995 bis 1997 durch. Im Jahr 1998 wurde das Abschlusszeitfahren endgültig verworfen und durch eine hüglige Etappe mit Start und Ziel in Nizza ersetzt. Weiters verzichtete man auf die Austragung von „Demi-Etappen“, die in den vorangegangenen Austragungen immer weniger genutzt worden waren. Die einzige Bergankunft der 56. Austragung fand auf dem Col de la République (1161 m) statt, die der Belgier Frank Vandenbroucke gewann, der später auch die Gesamtwertung für sich entschied. Mit einer Bergankunft in Valberg (1672 m) wurde im Jahr 1999 ein neuer Schlussanstieg befahren. Dort setzte sich zwar erneut Frank Vandenbroucke durch, doch in der Gesamtwertung triumphierte der Niederländer Michael Boogerd.
Im Jahr 2000 übernahm Laurent Fignon die Organisation von Paris–Nizza, nachdem er die Firma „Monde Six“ von Josette Leulliot erworben hatte. Der Tour-de-France-Sieger der Jahre 1983 und 1984 nahm das Bergzeitfahren auf den Col d’Eze wieder ins Programm auf, positionierte es jedoch auf dem vorletzten Etappentag, ehe das Finale im Umland von Nizza ausgetragen wurde. Andreas Klöden gewann das Zeitfahren auf den Col d’Eze und übernahm die Gesamtführung mit einem Vorsprung von nur acht Sekunden. Einen Tag später krönte er sich zum zweiten deutschen Gesamtsieger. Auch im Jahr 2001 entschied der Col d’Eze über den Gesamtsieg, als der Italiener Dario Frigo am vorletzten Etappentag die Gesamtwertung übernahm.

### 2002–heute

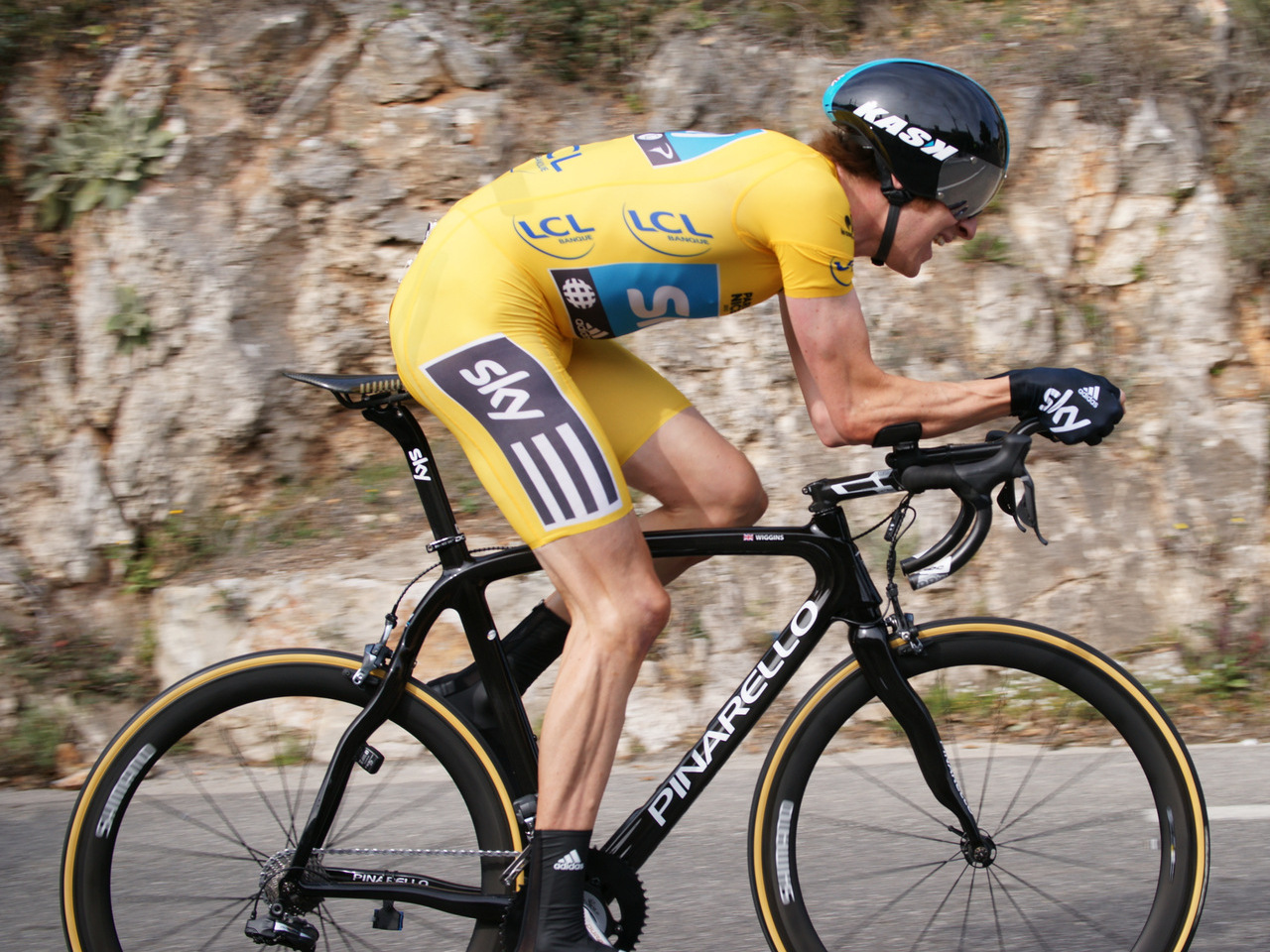
Bradley Wiggins im Zeitfahren auf den Col d’Eze (2012)

Mit dem Jahr 2002 übernahm die Amaury Sport Organisation (ASO) die Organisation der Fernfahrt. Somit wurde Paris–Nizza erstmals von jenem Unternehmen geführt, das auch die Tour de France leitete. In Anlehnung an die Tour de France wechselten die Wertungstrikots ihre Farben, wobei der Führende nun ebenfalls ein Gelbes Trikot trug. Für die Sprint- und Bergwertung wurde ein grünes bzw. weißes Trikot mit roten Punkten vergeben, während der beste Nachwuchsfahrer an einem blauen Trikot erkennbar war. Die Fernfahrt fand erneut an acht Tagen statt und beinhaltete ein weiteres Mal das Bergzeitfahren auf den Col d’Eze, ehe dieses erneut aus dem Programm genommen wurde. Mit dem Mont Faron kehrte in den Jahren 2002, 2003 und 2005 ein bekannter Anstieg des Rennens zurück. Im Jahr 2004 führte die Strecke erstmals über Le Puy-en-Velay und beinhaltete keine Bergankunft. Nachdem der Kasache Alexander Winokurow die ersten beiden Austragungen der ASO gewonnen hatte, triumphierte auf dieser flacheren Ausgabe der deutsche Jörg Jaksche, der auf der ersten Etappe die Gesamtführung übernommen hatte. In den anschließenden Austragungen führte die Fernfahrt auf unterschiedlichen Wegen in Richtung Süden. Mit Bobby Julich (2005) und Floyd Landis (2006) waren erstmals US-Amerikaner bei Paris–Nizza erfolgreich, ehe sich Alberto Contador in den Jahren 2007 und 2010 in die Siegerliste eintrug. Dazwischen sicherten sich Davide Rebellin (2008) und Luis León Sánchez (2009) die Gesamtwertung, bevor mit Tony Martin im Jahr 2011 ein weiterer deutscher Fahrer bei Paris–Nizza triumphierte. Mit dem Jahr 2005 wurde Paris–Nizza ein Teil der UCI ProTour, der höchsten Rennserie im Straßenradsport. Aufgrund von Streitigkeiten zwischen der UCI und den Veranstaltern trat die ASO im Jahr 2008 mit all ihren Rennen aus der Serie aus. Seit dem 2011 ist Paris–Nizza ein Teil der UCI WorldTour, die die umstrittene UCI ProTour ablöste.
Neben Paris–Nizza wurde auch die Fernfahrt Tirreno–Adriatico im Jahr 2011 ein Teil der UCI World Tour. Das italienische Etappenrennen war seit jeher parallel zu Paris–Nizza ausgetragen worden, hatte in Bezug auf das Starterfeld jedoch meist das Nachsehen gehabt. Mit der Einführung der UCI WorldTour zeichnete sich jedoch ein Trend ab, bei dem mehr und mehr Radsport-Stars Tirreno–Adriatico den Vorzug gaben. In den Jahren 2012 bis 2019 dominierte das britische Sky ProCycling Team bei Paris–Nizza und stellte mit Bradley Wiggins (2012), Richie Porte (2013, 2015), Geraint Thomas (2016), Sergio Henao (2017) und Egan Bernal (2019) sechs der acht Gesamtsieger. In den Jahren 2014 und 2018 setzten sich der Kolumbianer Carlos Betancur und der Spanier Marc Soler durch. Nachdem das Abschlusszeitfahren auf den Col d’Eze kurzzeitig zurückgekehrt war (2012, 2013, 2015), findet die Schlussetappe heutzutage im Rahmen einer kurzen, rund 100 Kilometer langen Etappe statt, die über zahlreiche Anstiege im Umland von Nizza führt. In den Tagen zuvor geht die Königsetappe meist auf den Pässen des Col de Turini, La Colmiane und Col de la Couillole zu Ende. In den durch die COVID-19-Pandemie beeinflussten Jahren 2020 und 2021 setzte sich mit Maximilian Schachmann der bislang letzte deutsche Fahrer in der Gesamtwertung durch, ehe Primož Roglič als erster Slowene die Fernfahrt im Jahr 2022 gewann.

## Streckenführung
Paris–Nizza wurde in der näheren Vergangenheit im Rahmen von acht Etappen ausgetragen. Nachdem der Prolog mit dem Jahr 2017 aus dem Programm genommen wurde, beinhaltet die Fernfahrt nur noch ein Zeitfahren, das in der Regel über eine Distanz von 15 und 30 Kilometern führt. Die erste Etappe wird meist auf einem hügligen Rundkurs im Umland von Paris ausgetragen, ehe es im Anschluss in Richtung Süden geht. Zu Beginn des Etappenrennens spielt meist der Wind eine bedeutende Rolle, der immer wieder dazu führt, dass das Peloton in mehrere Gruppen zerfällt. Auf dem Weg Richtung Süden orientiert sich die Streckenführung meist an den Verläufen der Loire und Rhone, mit gelegentlichen Abstechern in das Zentralmassiv, wo meist eine selektivere Etappe ausgetragen wird. Die vorletzte Etappe endete in den letzten Jahren mit einer Bergankunft in den Seealpen, ehe am letzten Renntag ein anspruchsvoller Parcours um Nizza befahren wird.

### Col d’Eze

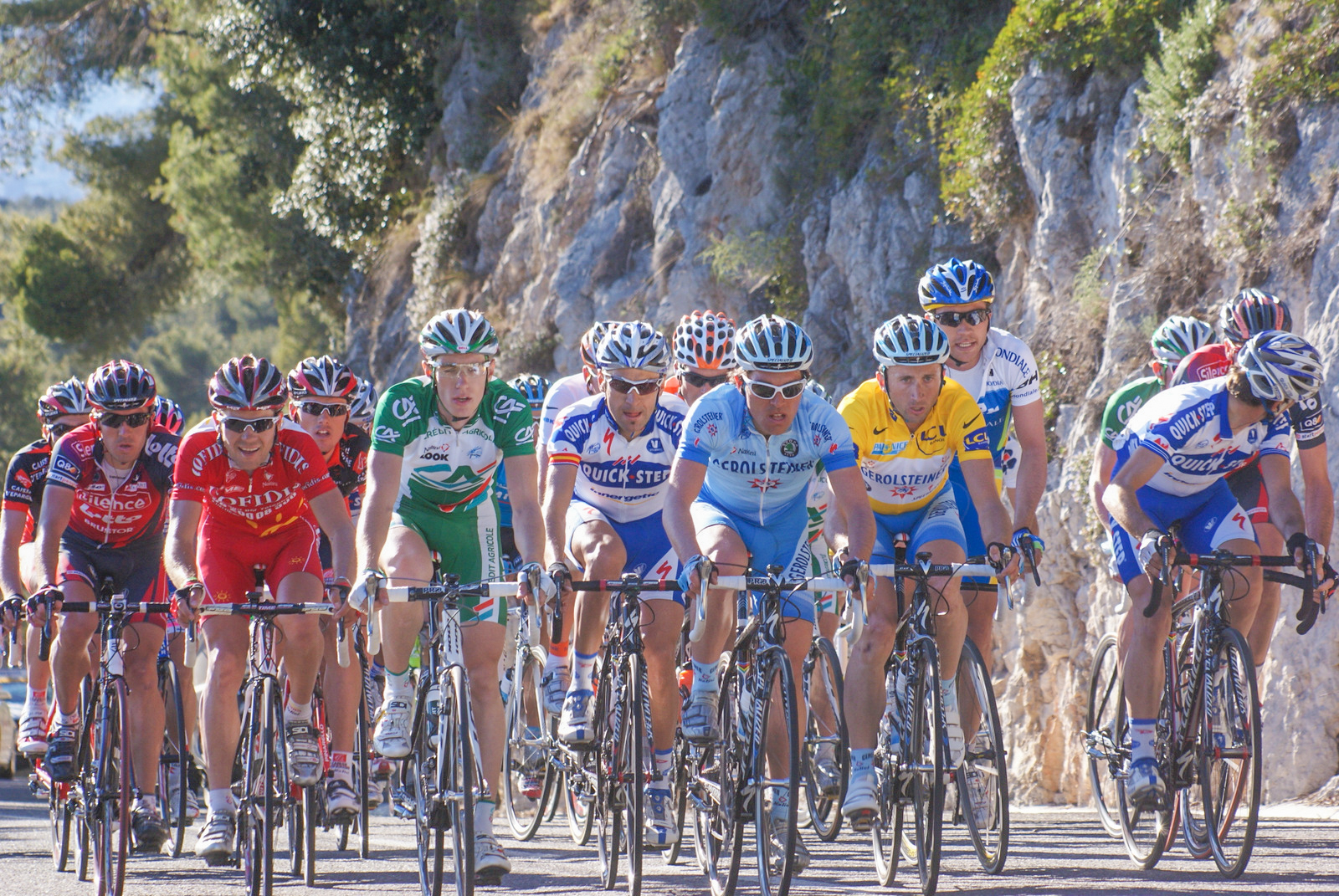
Anstieg des Col d’Eze (2008)

Der wohl bekannteste Anstieg von Paris–Nizza ist der rund 500 Meter hohe Col d’Eze, der seit dem Jahr 1969 die Fernfahrt entscheidend prägte. Bis in die 90er Jahre wurde er im Finale des Etappenrennens im Rahmen eines Einzelzeitfahrens bezwungen, das meist über den Ausgang der Gesamtwertung entschied. Während das rund 10 Kilometer lange Bergzeitfahren mit dem Jahr 2015 endgültig aus dem Programm genommen wurde, blieb der Col d’Eze auch weiterhin ein Bestandteil der Fernfahrt und ist ein Teil der Abschlussetappe um Nizza. Seit dem Jahr 2022 dient der Col d’Eze als Schlussanstieg, wobei er nun über den Boulevard des 2 Corniches und den Col des Quatre Chemins befahren wird, eine Strecke, die im unteren Teil der Auffahrt höhere Steigungsprozente hat. Im oberen Teil flacht der Col d’Eze ab, ehe er rund 15 Kilometer vor dem Ziel überquert wird. Die Abfahrt zum Ziel, das sich auf der Promenade des Anglais befindet, erfolgt über die M6007.

### Weitere Anstiege

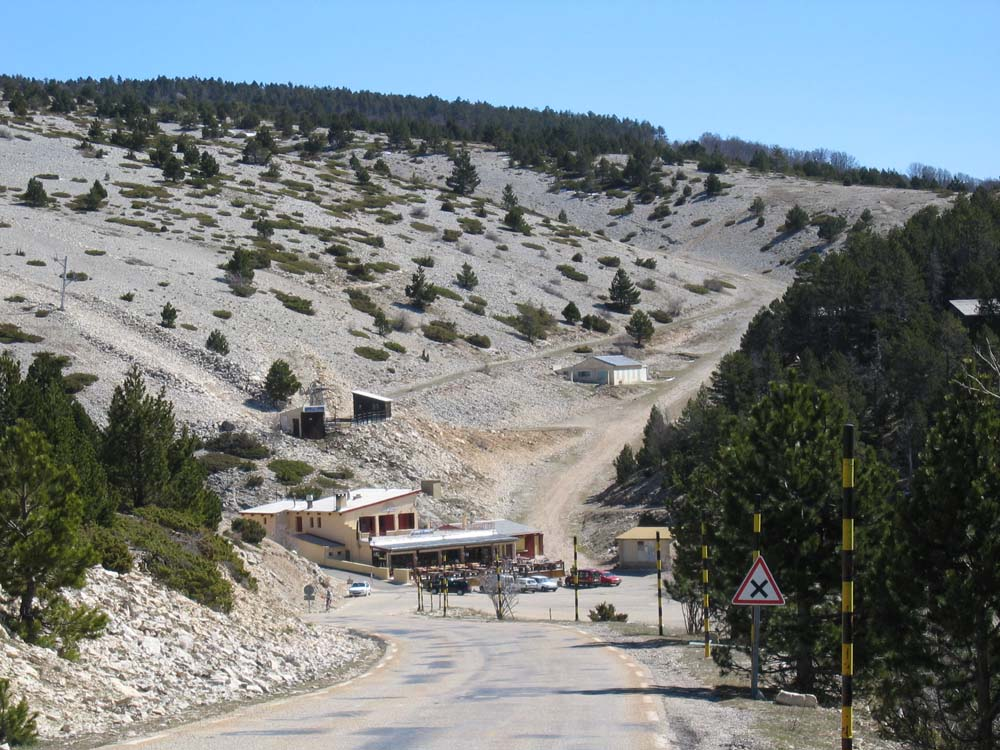
Blick auf das Chalet Reynard

Neben dem Col d’Eze wird Paris–Nizza auch häufig mit dem Mont Faron und dem Mont Ventoux in Verbindung gebracht, wobei Letzterer nie in seiner Gesamtheit absolviert wurde. Der Mont Faron liegt mit seiner Höhe von rund 500 Metern in der Nähe des Zentrums von Toulon und weist speziell im unteren Teil hohe Steigungsprozente auf. Die enge, kurvenreiche Straße stand erstmals im Jahr 1968 im Programm der Fernfahrt und diente seither 12 Mal als Bergankunft. Der Mont Faron war zwischen 1985 und 1992 ein Fixpunkt der Fernfahrt, ehe er im Jahr 2005 zuletzt erklommen wurde. Der Mont Ventoux erschien erstmals im Jahr 1975 im Programm der Fernfahrt, wobei lediglich der erste Abschnitt des Anstieges zum Chalet Reynard (1417 m) absolviert wurde. In den Jahren 1984, 1986 und 1987 fanden Bergankünfte beim Chalet Reynard statt, während im Jahr 2008 eine Etappe über die Westauffahrt von Malaucène führte und bei der Skistation Mont Serein (1400 m) zu Ende ging. Auch der nahegelegene Montagne de Lure (1600 m) diente in den Jahren 2009 und 2013 als Bergankunft.
Seit dem Jahr 2016 werden die Bergankünfte im Hinterland von Nizza abgehalten. Neben den Auffahrten zur Madone d'Utelle (1165 m) dienen in erster Linie die Pässe des Col de Turini (1607 m), La Colmiane (1500 m) und Col de la Couillole (1678 m) als Zielankünfte, wobei Letzterer die höchste Erhebung aller Austragungen darstellt.

## Wertungen und Preise
Bei Paris–Nizza wird neben der Gesamtwertung auch eine Punkte-, Berg- und Nachwuchswertung ausgetragen. Die Führenden der jeweiligen Wertungen sind an speziellen Trikots zu erkennen, die in Anlehnung an die Tour de France in den Farben Gelb, Grün, Weiß mit Roten Punkten und Weiß gehalten sind. Seit dem Jahr 2022 werden die Wertungs-Leader vom italienischen Hersteller Santini SMS ausgestattet. Weiters gibt es eine Teamwertung (gelbe Rückennummer) und eine Auszeichnung des aktivsten Fahrers (goldene Rückennummer).
Im Jahr 2023 werden insgesamt 158.896 € an Preisgeld ausgezahlt, wobei der Gesamtsieger der Fernfahrt mit 16.000 € den größten Anteil erhält.
Anlässlich der 80. Austragung im Jahr 2022 wurde ein neuer Pokal für den Gesamtsieger vorgestellt. Ein Ausschnitt im Inneren symbolisiert die Sonnenstrahlen der Riviera, während der äußere Rand der flachen, goldenen Trophäe von sechs Wellen gekennzeichnet ist, die das Mittelmeer repräsentieren.

## Palmarès
| Jahr | Sieger                  | Zweiter                 | Dritter                |
| ---- | ----------------------- | ----------------------- | ---------------------- |
| 1933 | Alfons Schepers         | Louis Hardiquest        | Benoît Faure           |
| 1934 | Gaston Rebry            | Roger Lapébie           | Maurice Archambaud     |
| 1935 | René Vietto             | Antoine Dignef          | Raoul Lesueur          |
| 1936 | Maurice Archambaud      | Jean Fontenay           | Alfons Deloor          |
| 1937 | Roger Lapébie           | Sylvain Marcaillou      | Albert van Schendel    |
| 1938 | Jules Lowie             | Albertin Dissaux        | Antoon van Schendel    |
| 1939 | Maurice Archambaud      | Frans Bonduel           | Gérard Desmet          |
| 1946 | Fermo Camellini         | Maurice De Muer         | Frans Bonduel          |
| 1951 | Roger Decock            | Lucien Teisseire        | Kléber Piot            |
| 1952 | Louison Bobet           | Donato Zampini          | Raymond Impanis        |
| 1953 | Jean-Pierre Munch       | Roger Walkowiak         | Roger Bertaz           |
| 1954 | Raymond Impanis         | Nello Lauredi           | Francis Anastasi       |
| 1955 | Jean Bobet              | Pierre Molinéris        | Bernard Gauthier       |
| 1956 | Fred De Bruyne          | Pierre Barbotin         | François Mahé          |
| 1957 | Jacques Anquetil        | Désiré Keteleer         | Jean Brankart          |
| 1958 | Fred De Bruyne          | Pasquale Fornara        | Germain Derycke        |
| 1959 | Jean Graczyk            | Gérard Saint            | Pierino Baffi          |
| 1960 | Raymond Impanis         | François Mahé           | Robert Cazala          |
| 1961 | Jacques Anquetil        | Joseph Groussard        | Jef Planckaert         |
| 1962 | Jef Planckaert          | Tom Simpson             | Rolf Wolfshohl         |
| 1963 | Jacques Anquetil        | Rudi Altig              | Rik Van Looy           |
| 1964 | Jan Janssen             | Jean-Claude Annaert     | Jean Forestier         |
| 1965 | Jacques Anquetil        | Rudi Altig              | Italo Zilioli          |
| 1966 | Jacques Anquetil        | Raymond Poulidor        | Vittorio Adorni        |
| 1967 | Tom Simpson             | Bernard Guyot           | Rolf Wolfshohl         |
| 1968 | Rolf Wolfshohl          | Ferdinand Bracke        | Jean-Louis Bodin       |
| 1969 | Eddy Merckx             | Raymond Poulidor        | Jacques Anquetil       |
| 1970 | Eddy Merckx             | Luis Ocaña              | Jan Janssen            |
| 1971 | Eddy Merckx             | Gösta Pettersson        | Luis Ocaña             |
| 1972 | Raymond Poulidor        | Eddy Merckx             | Luis Ocaña             |
| 1973 | Raymond Poulidor        | Joop Zoetemelk          | Eddy Merckx            |
| 1974 | Joop Zoetemelk          | Alain Santy             | Eddy Merckx            |
| 1975 | Joop Zoetemelk          | Eddy Merckx             | Gerrie Knetemann       |
| 1976 | Michel Laurent          | Hennie Kuiper           | Luis Ocaña             |
| 1977 | Freddy Maertens         | Gerrie Knetemann        | Jean-Luc Vandenbroucke |
| 1978 | Gerrie Knetemann        | Bernard Hinault         | Joop Zoetemelk         |
| 1979 | Joop Zoetemelk          | Sven-Åke Nilsson        | Gerrie Knetemann       |
| 1980 | Gilbert Duclos-Lassalle | Stefan Mutter           | Gerrie Knetemann       |
| 1981 | Stephen Roche           | Adrie van der Poel      | Alfons De Wolf         |
| 1982 | Sean Kelly              | Gilbert Duclos-Lassalle | Jean-Luc Vandenbroucke |
| 1983 | Sean Kelly              | Jean-Marie Grezet       | Steven Rooks           |
| 1984 | Sean Kelly              | Stephen Roche           | Bernard Hinault        |
| 1985 | Sean Kelly              | Stephen Roche           | Frédéric Vichot        |
| 1986 | Sean Kelly              | Urs Zimmermann          | Greg LeMond            |
| 1987 | Sean Kelly              | Jean-François Bernard   | Laurent Fignon         |
| 1988 | Sean Kelly              | Ronan Pensec            | Julián Gorospe         |
| 1989 | Miguel Indurain         | Stephen Roche           | Marc Madiot            |
| 1990 | Miguel Indurain         | Stephen Roche           | Luc Leblanc            |
| 1991 | Tony Rominger           | Laurent Jalabert        | Martial Gayant         |
| 1992 | Jean-François Bernard   | Tony Rominger           | Miguel Indurain        |
| 1993 | Alex Zülle              | Laurent Bezault         | Pascal Lance           |
| 1994 | Tony Rominger           | Jesús Montoya           | Wjatscheslaw Jekimow   |
| 1995 | Laurent Jalabert        | Wladislaw Bobrik        | Alex Zülle             |
| 1996 | Laurent Jalabert        | Lance Armstrong         | Chris Boardman         |
| 1997 | Laurent Jalabert        | Laurent Dufaux          | Santiago Blanco        |
| 1998 | Frank Vandenbroucke     | Laurent Jalabert        | Marcelino García       |
| 1999 | Michael Boogerd         | Markus Zberg            | Santiago Botero        |
| 2000 | Andreas Klöden          | Laurent Brochard        | Francisco Mancebo      |
| 2001 | Dario Frigo             | Raimondas Rumšas        | Peter Van Petegem      |
| 2002 | Alexander Winokurow     | Sandy Casar             | Laurent Jalabert       |
| 2003 | Alexander Winokurow     | Mikel Zarrabeitia       | Davide Rebellin        |
| 2004 | Jörg Jaksche            | Davide Rebellin         | Bobby Julich           |
| 2005 | Bobby Julich            | Alejandro Valverde      | Constantino Zaballa    |
| 2006 | Floyd Landis            | Francisco Vila          | Antonio Colom          |
| 2007 | Alberto Contador        | Davide Rebellin         | Luis León Sánchez      |
| 2008 | Davide Rebellin         | Rinaldo Nocentini       | Jaroslaw Popowytsch    |
| 2009 | Luis León Sánchez       | Fränk Schleck           | Sylvain Chavanel       |
| 2010 | Alberto Contador        | Luis León Sánchez       | Roman Kreuziger        |
| 2011 | Tony Martin             | Andreas Klöden          | Bradley Wiggins        |
| 2012 | Bradley Wiggins         | Lieuwe Westra           | Alejandro Valverde     |
| 2013 | Richie Porte            | Andrew Talansky         | Jean-Christophe Péraud |
| 2014 | Carlos Betancur         | Rui Costa               | Arthur Vichot          |
| 2015 | Richie Porte            | Michał Kwiatkowski      | Simon Špilak           |
| 2016 | Geraint Thomas          | Alberto Contador        | Richie Porte           |
| 2017 | Sergio Henao            | Alberto Contador        | Daniel Martin          |
| 2018 | Marc Soler              | Simon Yates             | Gorka Izagirre         |
| 2019 | Egan Bernal             | Nairo Quintana          | Michał Kwiatkowski     |
| 2020 | Maximilian Schachmann   | Tiesj Benoot            | Sergio Higuita         |
| 2021 | Maximilian Schachmann   | Alexander Wlassow       | Ion Izagirre           |
| 2022 | Primož Roglič           | Simon Yates             | Daniel Felipe Martínez |
| 2023 | Tadej Pogačar           | David Gaudu             | Jonas Vingegaard       |
| 2024 | Matteo Jorgenson        | Remco Evenepoel         | Brandon McNulty        |
| 2025 | Matteo Jorgenson        | Florian Lipowitz        | Thymen Arensman        |

### Mehrfachsieger
| Siege | Fahrer                | Jahre                                    |
| ----- | --------------------- | ---------------------------------------- |
| 7     | Sean Kelly            | 1982, 1983, 1984, 1985, 1986, 1987, 1988 |
| 5     | Jacques Anquetil      | 1957, 1961, 1963, 1965, 1966             |
| 3     | Eddy Merckx           | 1969, 1970, 1971                         |
| 3     | Joop Zoetemelk        | 1974, 1975, 1979                         |
| 3     | Laurent Jalabert      | 1995, 1996, 1997                         |
| 2     | Maurice Archambaud    | 1936, 1939                               |
| 2     | Raymond Impanis       | 1954, 1960                               |
| 2     | Fred De Bruyne        | 1956, 1958                               |
| 2     | Raymond Poulidor      | 1972, 1973                               |
| 2     | Miguel Induráin       | 1989, 1990                               |
| 2     | Tony Rominger         | 1991, 1994                               |
| 2     | Alexander Vinokourov  | 2002, 2003                               |
| 2     | Alberto Contador      | 2007, 2010                               |
| 2     | Richie Porte          | 2013, 2015                               |
| 2     | Maximilian Schachmann | 2020, 2021                               |
| 2     | Matteo Jorgenson      | 2024, 2025                               |

### Meiste Etappensiege
| # | Name             | Siege |
| - | ---------------- | ----- |
| 1 | Eddy Merckx      | 21    |
| 1 | Sean Kelly       | 14    |
| 3 | Freddy Maertens  | 12    |
| 4 | Rik Van Looy     | 11    |
| 5 | Eric Leman       | 10    |
| 6 | Rudi Altig       | 9     |
| 7 | Mario Cipollini  | 8     |
| 7 | Jacques Anquetil | 8     |
| 7 | Gerrie Knetemann | 8     |

## Todesfall nach Sturz
Am 12. März des Jahres 2003 verstarb der Cofidis-Fahrer Andrei Kiwiljow einen Tag nachdem er auf der zweiten Etappe zwischen La Clayette und Saint-Étienne rund 40 Kilometer vor dem Ziel zu Sturz gekommen war. Der 29-jährige Kasache hatte entgegen der UCI-Empfehlung keinen Helm getragen und erlag seinen schweren Kopfverletzungen. Im Mai desselben Jahres führte die UCI die Helmpflicht bei Radrennen ein, nachdem der erste Versuch zwölf Jahre zuvor aufgrund von Protesten seitens der Sportler gescheitert war.